# Selhání ledvin
Selhání ledvin nebo také renální selhání je stav, při němž ledviny ztrácejí svou schopnost vylučovat odpadní látky z těla. Ty se v těle hromadí a následkem toho dochází k poruše homeostázy v lidském organismu, zadržování vody – snížením množství vznikající moči a vzniku otoků. Hromadící se odpadní látky mohou toxicky působit na ostatní orgány v těle a způsobovat tak další komplikace. Podle rychlosti vzniku se renální selhání dělí na akutní renální selhání a chronické renální selhání.
Stav ledvin se může zhoršit natolik, že již ledviny nezvládají svou funkci, což vede k tomu, že rapidně klesá renální clearance a zvyšuje se hladina kreatininu v krvi. Výsledný stav se pak popisuje jako terminální renální selhání, což je stav bezprostředně ohrožující život pacienta.

## Příznaky
Závisí na typu selhání:
- Akutní selhání → náhlý vznik příznaků: úbytek, změna barvy, specifické hmotnosti a osmolality moči. Náhle vzniklé progredující otoky, mohou se objevit bolesti hlavy, nevolnost, zvracení a stav může vyústit až v kóma. Bez léčby se otoky zvětšují, dochází k otoku plic, následnému přetížení srdce a vzniku srdečního selhání.
- Chronické renální selhání → změny se vyvíjejí postupně, pomalu a projevují se, až když je funkce ledvin již výrazněji poškozena

## Terapie
U akutního renálního selhání je terapie založena na zvládnutí a odstranění vyvolávající příčiny (šok, popáleniny, krvácení, ztráta tekutin, intoxikace, trauma, atd.). U chronického spočívá v pečlivé terapii a kompenzaci základní choroby (hypertenze, diabetes atd.)